# Feminismo em Portugal
O Feminismo em Portugal e a sua luta pela igualdade de género tem uma história extensa de ativismo e reivindicação, em que se destacaram as sufragistas portuguesas Ana de Castro Osório (1872-1935), Adelaide Cabete (1867-1935), Carolina Beatriz Ângelo (1877-1911) e Maria Veleda (1871-1955), entre muitas outras. 

## História

### Antecedentes
Antes do termo feminismo ser utilizado no século XX, várias personalidades e associações portuguesas procuraram derrubar os preconceitos associados ao papel social de género e defender a luta pela igualdade, sendo posteriormente a janela temporal em que as suas acções decorreram denominada como primeira onda do feminismo ou ainda protofeminismo.

#### Século XVI
Durante o momento de transição da Idade Média para a Idade Moderna, João de Barros publicou a obra de vanguarda Espelho de Casados (1540), que analisava o papel que a sociedade portuguesa atribuía aos homens e às mulheres no casamento. Desmistificando estereótipos criados ao longo de séculos sobre a natureza feminina, através de uma visão tanto humanista como medieval, a sua obra tornou-se num dos primeiros textos escritos em português a afirmar que as mulheres não eram nem inferiores, nem superiores aos homens, reforçando que os defeitos e qualidades do ser humano dependiam apenas da personalidade e não do seu sexo.
Anos mais tarde, o jurista Ruy Gonçalves dedicou à rainha D. Catarina de Áustria a obra Dos Priuilégios e Praerrogativas Q ho Genero Feminino Te por Dereito Comú & Ordenaçoens do Reyno, mais Que ho Genero Masculino (1557). Considerado o primeiro livro feminista português, para além de fazer várias observações e críticas sobre o estatuto jurídico das mulheres portuguesas, fruto das concepções herdadas da tradição judaico-cristã, que compreendia que estas eram frágeis, sendo os seus bens tutelados pelo sexo masculino, o autor defendia a igualdade de direitos entre homens e mulheres, nomeadamente no quadro jurídico-legal, expondo mais de cinquenta casos onde várias mulheres ao longo da história haviam dado provas de possuir virtudes iguais ou superiores às de homens em altos cargos da sociedade, enaltecendo ainda a capacidade intelectual e talento artístico do sexo feminino quando este tinha acesso ao conhecimento, algo estritamente vedado às mulheres nas instituições de ensino do país à época.

#### Século XVIII
Em 1715, Paula da Graça, pseudónimo de uma mulher anónima, instruída e, supostamente, segundo estudos recentes, freira ou ainda aia de D. Maria Ana de Áustria, publicou um folheto com o título Bondade das mulheres vindicada e malícia dos homens manifesta, onde aconselhava uma jovem a não casar, colocando em causa o papel tradicional da mulher na sociedade portuguesa do século XVIII através duma abordagem cómica e satírica. Escrito em versos como resposta à obra Auto da Malícia das Mulheres (1640) de Baltazar Dias, cujo conteúdo proferia várias acusações misóginas, o texto de Paula da Graça tornou-se na primeira obra europeia de reivindicações feministas.

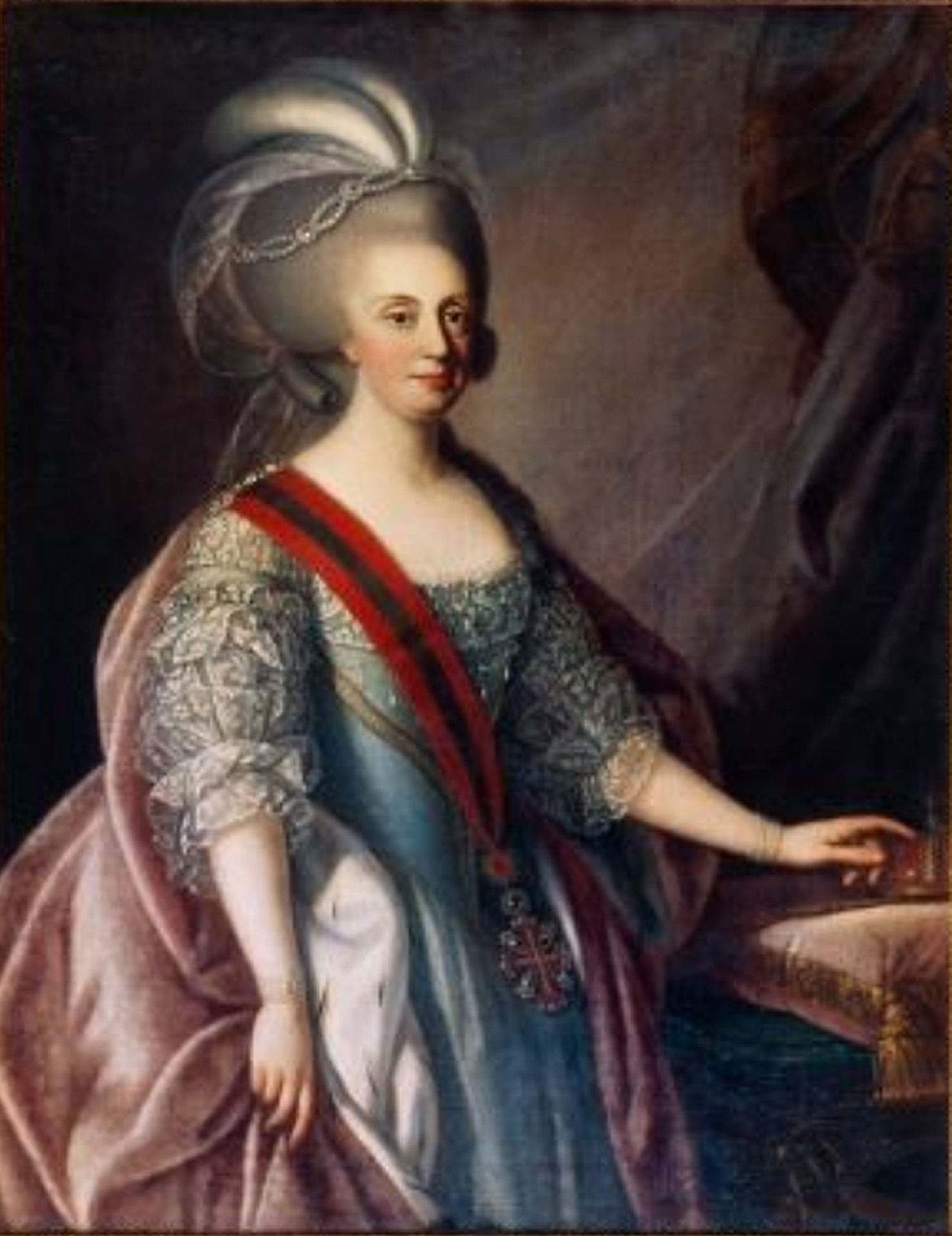
Retrato de D. Maria I de Portugal, primeira rainha reinante e fundadora das primeiras escolas para o sexo feminino em Portugal

Posteriormente, Luís António Verney, autor de O Verdadeiro Método de Estudar (1746), um dos mais importantes manifestos iluministas, dedicou o último capítulo da sua obra às mulheres e à empírica necessidade de estas terem acesso à educação para a construção de uma sociedade melhor, assim como Félix José da Costa e Gertrudes Margarida de Jesus escreveram, respectivamente, os textos Ostentação pelo grande talento das damas contra seus émulos (1741) e a Primeira Carta Apologética, em Favor, e Defensa das Mulheres ou ainda Segunda Carta Apologética, em Favor, e Defensa das Mulheres (1761) em tom de contestação a obras que descreviam o género feminino como vil, fraco, lascivo ou corruptível, entre muitos outros termos depreciativos, num esforço de consciencializar os leitores sobre as capacidades da mulher.
Durante o mesmo século, Teresa Margarida da Silva e Orta, sob o pseudónimo anagramático de Dorothea Engrassia Tavareda Dalmira, tornou-se na primeira autora a publicar um romance em língua portuguesa, Máximas de virtude, e formosura: com que Diofanes, Clymenea, e Hemirena, Principes de Thebas, vencêrão os mais apertados lances da desgraça... (1752), no qual expunha e condenava a situação legal e social das mulheres na sociedade portuguesa.
Somente em 1790 foram criadas as primeiras escolas para o sexo feminino, por ordem de D. Maria I, primeira rainha reinante em Portugal, onde para além de serem instruídas em ofícios tradicionalmente associados ao seu género, como fiar e bordar, aprendiam a ler e escrever.

#### Século XIX
Criado por Caetano António de Lemos e redigido por três colaboradoras anónimas, que assinavam sob os pseudónimos Uma Senhora Portuguesa, Semiramis e Uma Outra Anónima, entre outros nomes, surgiu o periódico Gazeta das Damas (1822), um dos primeiros periódicos em Portugal a adoptar um discurso feminista, cujo principal objectivo era o de formar e educar as mulheres portuguesas nos temas da política, negócios e educação. Simultaneamente, nesse mesmo ano, durante a primeira instituição parlamentar portuguesa, as Cortes Gerais e Extraordinárias da Nação Portuguesa, o deputado Domingos Borges de Barros apresentou pela primeira vez uma proposta onde pretendia legitimar o direito de voto das mulheres, considerando que enquanto não fosse permitida a participação de todas as mulheres nas eleições, esse direito deveria ser imediatamente garantido a quem fosse mãe de pelo menos seis filhos, acusando ainda os outros deputados de manterem propositadamente as mulheres na ignorância, receando a sua superioridade.

Quase trinta anos depois, Antónia Gertrudes Pusich tornou-se na primeira mulher portuguesa a assumir a direcção e propriedade de um periódico no país ao adquirir o jornal Assembléa Litteraria (1849) e posteriormente fundar a revista A Beneficência (1853). Assinando os artigos que escrevia sobre a reivindicação dos direitos das mulheres, sob o seu verdadeiro nome, algo até então raro para uma mulher do século XIX, esta apelava publicamente para que todas as mulheres, independentemente da sua classe social, tivessem o direito ao ensino, de modo a poderem participar na vida social, política e religiosa do país e assim intervir na evolução da emancipação feminina.

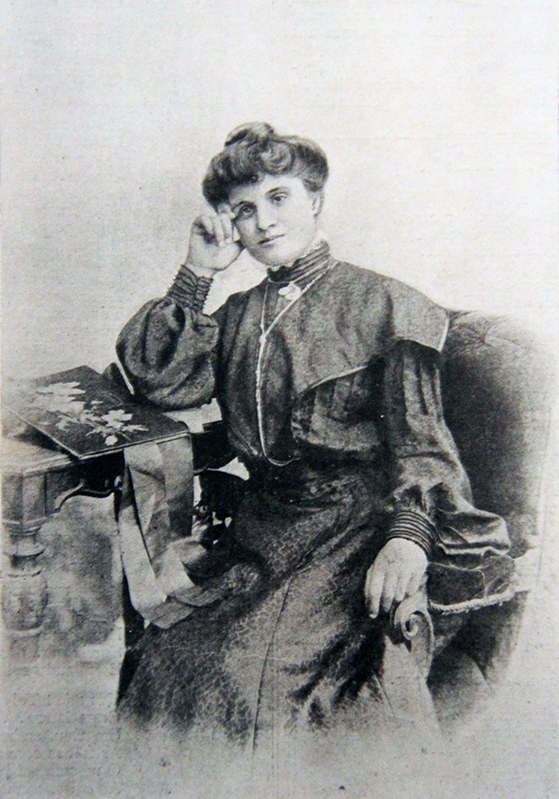
Retrato de Domitila de Carvalho, primeira mulher licenciada em Matemática, Filosofia e Medicina pela Universidade de Coimbra

Dirigido por Francisca de Assis Martins Wood, em 1868 foi fundado o primeiro jornal na Europa assumidamente feminista, A Voz Feminina, o qual propunha lutar pela emancipação das mulheres portuguesas, contando com a colaboração de Guiomar Torresão, Cândido de Figueiredo e Mariana Angélica de Andrade, entre outros escritores e ativistas.
No final da década de 1880, quase cem anos após a criação das primeiras escolas públicas para o sexo feminino, fruto das campanhas de Sebastião Magalhães Lima e de Bernardino Machado, entre outros republicanos, as mulheres portuguesas passaram a ser aceites em algumas instituições de ensino secundário e superior do país, destacando-se nos anos seguintes os nomes das pioneiras: Elisa Augusta da Conceição Andrade, primeira estudante do sexo feminino da Escola Médico-Cirúrgica de Lisboa e da Escola Politécnica de Lisboa em 1889, conhecida como a primeira médica portuguesa, Aurélia e Laurinda de Morais Sarmento, primeiras mulheres licenciadas em Medicina pela Escola Médico-Cirúrgica do Porto em 1891, Domitila de Carvalho, primeira mulher licenciada em Matemática e Filosofia pela Universidade de Coimbra em 1894 e 1895, seguindo-se depois a licenciatura em Medicina em 1904, ou ainda Rita de Morais Sarmento, primeira mulher licenciada em Engenharia Civil pela Academia Politécnica do Porto em 1896.
  

Fruto das ações dos movimentos sindicais e do apelo da emancipação feminina, nos últimos anos do século XIX, fundaram-se as primeiras associações laborais femininas em Portugal, com especial incidência na área urbana da cidade do Porto, abrindo caminho para a discussão de várias reivindicações laborais, como a igualdade salarial entre géneros ou a licença de gravidez para as trabalhadoras. Neste seguimento, foi constituída a Federação Socialista do Sexo Feminino, cuja festa inaugural ocorreu em 17 de junho de 1897, na sede do Grémio Socialista dos Anjos, em Lisboa, com participação de Azedo Gneco, cujo tema era "A emancipação da Mulher". Refletindo o ideário socialista que presidira à fundação daquela agremiação, a presidente Margarida Marques declarou na ocasião:  
| “ | (...) se a emancipação dos trabalhadores há-de ser obra dos mesmos trabalhadores, a emancipação da mulher há-de ser obra das mesmas mulheres. | ” |

### Século XX

#### Últimos Anos da Monarquia Portuguesa

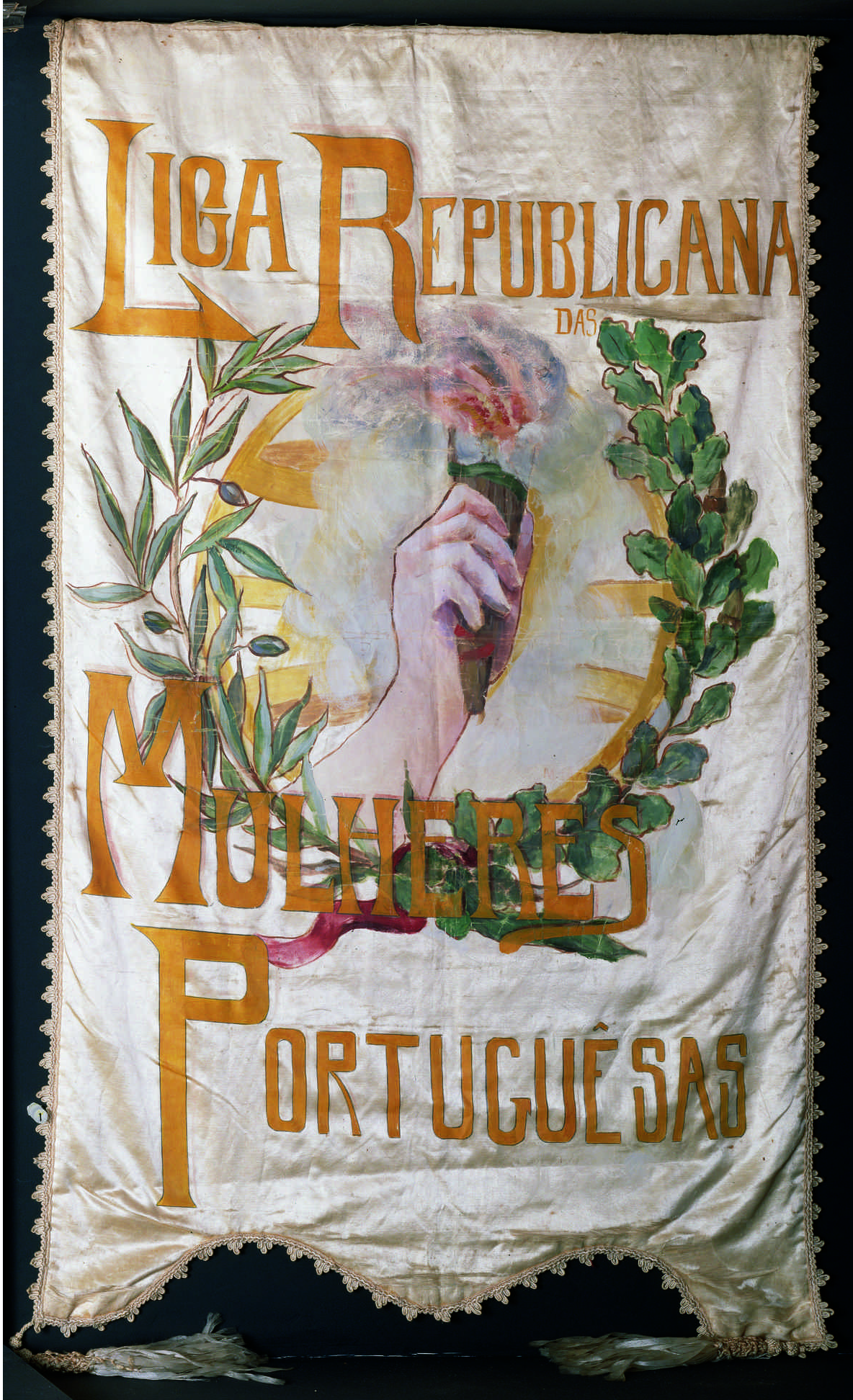
Estandarte da Liga Republicana das Mulheres Portuguesas.

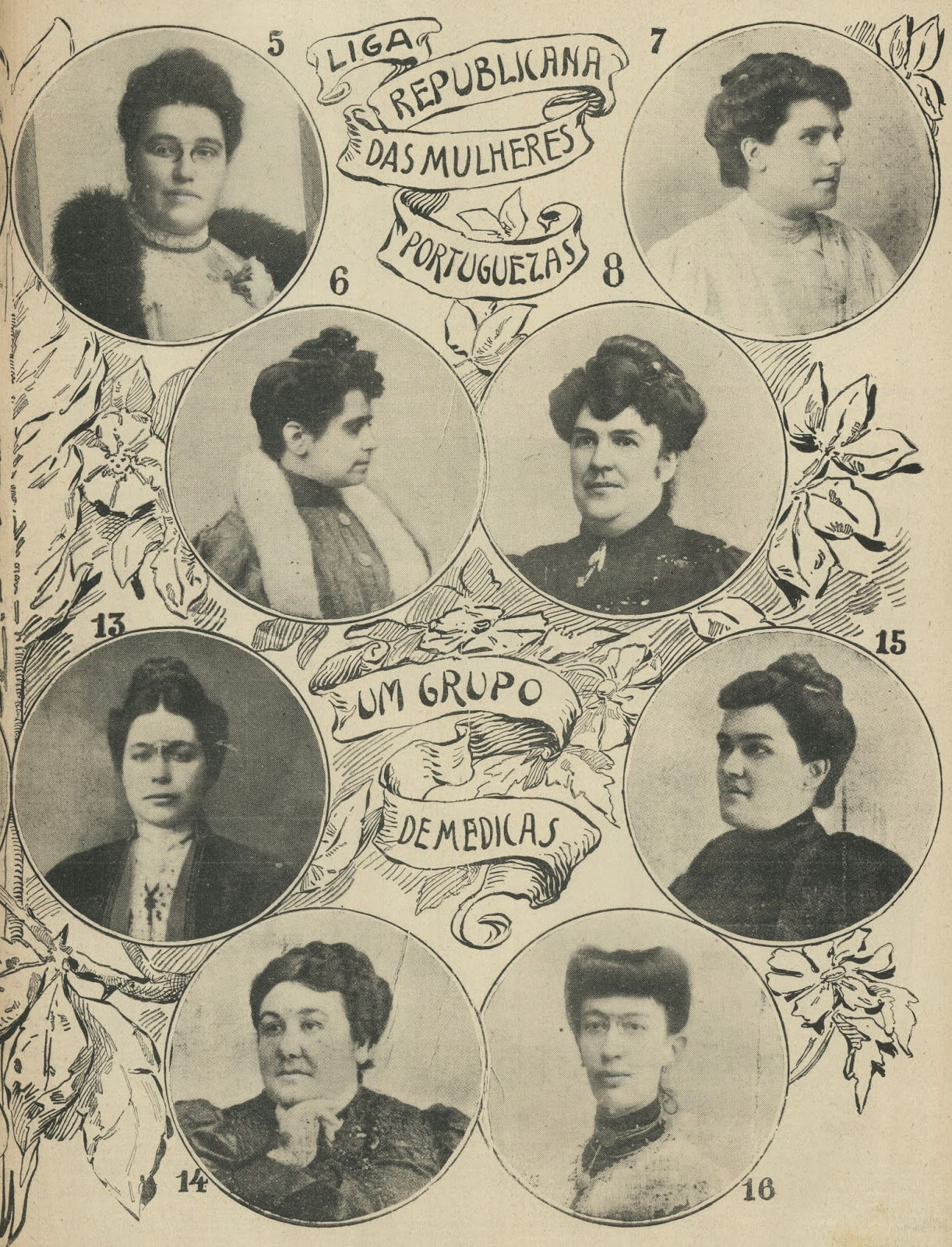
Suplemento do jornal O Século sobre as sufragistas portuguesas, publicado a 12 de maio de 1910. 5 - Ana de Castro Osório; 6 - Maria Veleda; 7 - Beatriz Paes Pinheiro de Lemos; 8 - Maria Clara Correia Alves; 13 - Sofia Quintino; 14 - Adelaide Cabete; 15 - Carolina Beatriz Ângelo; 16- Maria do Carmo Joaquina Lopes.

Com o virar do século, durante os últimos anos da Monarquia Portuguesa, um dos mais importantes marcos do movimento feminista em Portugal do século XX surgiu com a fundação, em 1907, do Grupo Português de Estudos Feministas, sob a direcção de Ana de Castro Osório, que agregava intelectuais, médicas, escritoras, jornalistas e professoras, com o objectivo de difundir os ideais da emancipação feminina. Apesar da associação ter tido um curto período de existência, a sua militância gerou um dos mais importantes movimentos portugueses: a Liga Republicana das Mulheres Portuguesas (LRMP) (1908-1919), apoiada pelo Partido Republicano Português, que reivindicava o direito ao voto, à instrução e coeducação, ao trabalho, à administração dos bens e à lei do divórcio, dando especial ênfase aos direitos laborais e jurídicos das mulheres para além de também terem realizado campanhas para combater e condenar o feminicídio, a violência doméstica, a prostituição, o proxenetismo e a mendicidade infantil através da criação de várias iniciativas como a Obra Maternal ou ainda através da divulgação dos seus princípios nos órgãos oficiais de imprensa A Mulher e a Criança (1909-1911) ou A Madrugada (1911-1918).
| “                                                                                | A primeira condição para que a mulher se emancipe, consiste em instruí-la e educá-la, salvando-a de si própria, do abismo da superstição em que ela se precipita a cada passo. (...) Só a educação pode contribuir para a emancipação das mulheres e a construção de uma sociedade mais justa e um mundo melhor. | ” |
| — A Madrugada (1909), órgão oficial da Liga Republicana das Mulheres Portuguesas | |   |

#### Primeira República Portuguesa
Após a implementação da Primeira República Portuguesa, as sufragistas que militavam na Liga Republicana das Mulheres Portuguesas apresentarem as suas reivindicações ao Governo Provisório, através de duas petições em que reclamavam a revisão imediata do Código Civil, a aprovação da lei do divórcio e o direito ao voto para as mulheres. Contudo, tentando não criar crispações com o Governo, pediram o voto apenas para as mulheres que pagassem impostos, fossem maiores de idade e pertencessem à elite intelectual. Este último fator não agradou a todas as sócias do movimento feminista, criando-se duas facções na sua militância: a ala mais conservadora e minoritária, liderada pela fundadora Ana de Castro Osório, e a ala considerada mais radical e maioritária, liderada por Maria Veleda, que acreditava que restringir o direito ao voto iria agravar a situação de desigualdade existente entre as mulheres portuguesas, devendo este ser universal. Devido a este conflito, posteriormente foi criada a Associação de Propaganda Feminista (APF) (1911-1918), pelas militantes mais conservadoras que se demitiram da anterior associação, continuando no entanto a militar pelos direitos das mulheres.

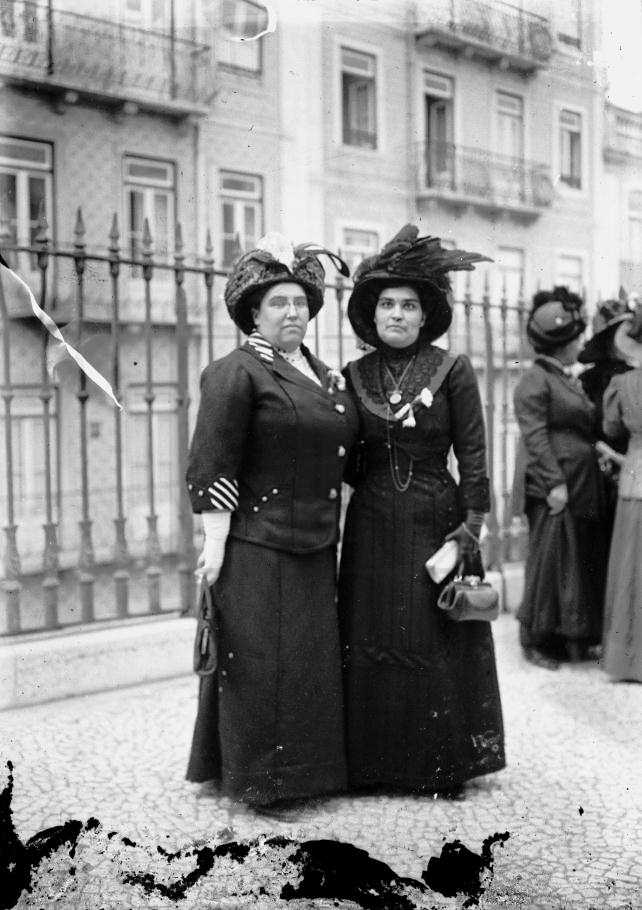
Ana de Castro Osório e Carolina Beatriz Ângelo em Lisboa (1911)

Sem a alteração do código eleitoral, em 1911 eram eleitores todos os cidadãos portugueses maiores de 21 anos ou chefes de família que soubessem ler e escrever, sem que a legislação explicitasse o sexo do "chefe de família". Valendo-se dessa lacuna na legislação e sentindo-se indignada pela posição de vários membros do Partido Republicano que não desejavam o voto para as mulheres, Carolina Beatriz Ângelo, que cumpria todos os requisitos, na condição de maior de idade, médica de profissão, viúva e com uma filha menor, recorreu ao tribunal para que o seu nome fosse adicionado à lista de cidadãos recenseados, recebendo pouco depois uma decisão favorável do juiz João Baptista de Castro. No dia 28 de maio desse mesmo ano a sufragista votou para a Assembleia Constituinte, tornando-se não só na primeira mulher a exercer o direito de voto em Portugal, como na Península Ibérica e em todo o Sul da Europa.
| “                              | Excluir a mulher (…) só por ser mulher (…) é simplesmente absurdo e iníquo e em oposição com as próprias ideias da democracia e justiça proclamadas pelo Partido Republicano. (…) Onde a lei não distingue, não pode o julgador distinguir (…) e mando que a reclamante seja incluída no recenseamento eleitoral. | ” |
| — Juiz João Baptista de Castro | |   |

Apesar do evento ter sido felicitado e noticiado além fronteiras, dois anos depois, a criação da nova lei eleitoral de 3 de julho de 1913 gerou uma forte divisão e controvérsia dentro do parlamento, tendo sido apresentada inicialmente uma versão onde o direito ao voto era permitido às mulheres com mais de 25 anos e detentoras de curso superior, secundário ou especial. Mesmo com as moções a favor do reconhecimento dos direitos políticos das mulheres realizadas pelos deputados José Jacinto Nunes, Amílcar Ramada Curto e Pedro Januário do Vale Sá Pereira, os opositores do sufrágio feminino contestaram as propostas e ganharam no parlamento, passando o voto a ser explicitamente usufruído pelos cidadãos portugueses do sexo masculino, excluindo uma vez mais as mulheres que lutavam por esse direito ainda antes da Implantação da República.

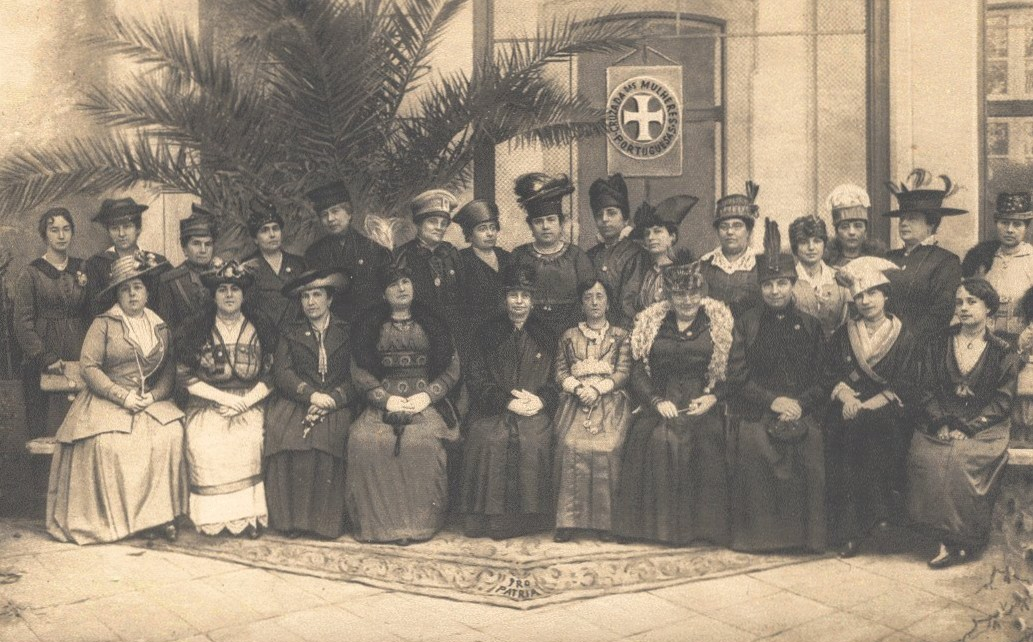
Elementos da Cruzada das Mulheres Portugueses

Com a participação do Corpo Expedicionário Português na Primeira Guerra Mundial, várias mulheres republicanas, monárquicas, feministas, sindicalistas e conservadoras uniram-se pela primeira vez com o objetivo de mobilizar as mulheres para o esforço de guerra e auxiliar os soldados enviados para a frente de combate, aderindo aos movimentos de beneficência Comissão Feminina "Pela Pátria" (CMPP) (1914-1916), fundado pelas feministas Ana de Castro Osório, Ana Augusta de Castilho, Antónia Bermudes e Maria Benedita Mouzinho de Albuquerque Pinho, e a Cruzada das Mulheres Portuguesas (CMP) (1916-1938), dirigido pela Primeira Dama Elzira Dantas Machado. Nesse âmbito, criaram-se campanhas de recolha de donativos, confecção e distribuição de bens e mantimentos, prestação de apoio às famílias dos soldados e aos prisioneiros de guerra ou ainda a construção de centros hospitalares para os soldados feridos e mutilados, para além da criação dos primeiros cursos de formação de enfermagem e de outras áreas profissionais que visavam o desenvolvimento das capacidades profissionais das mulheres, de forma a que pudessem obter a tão desejada autonomia económica.

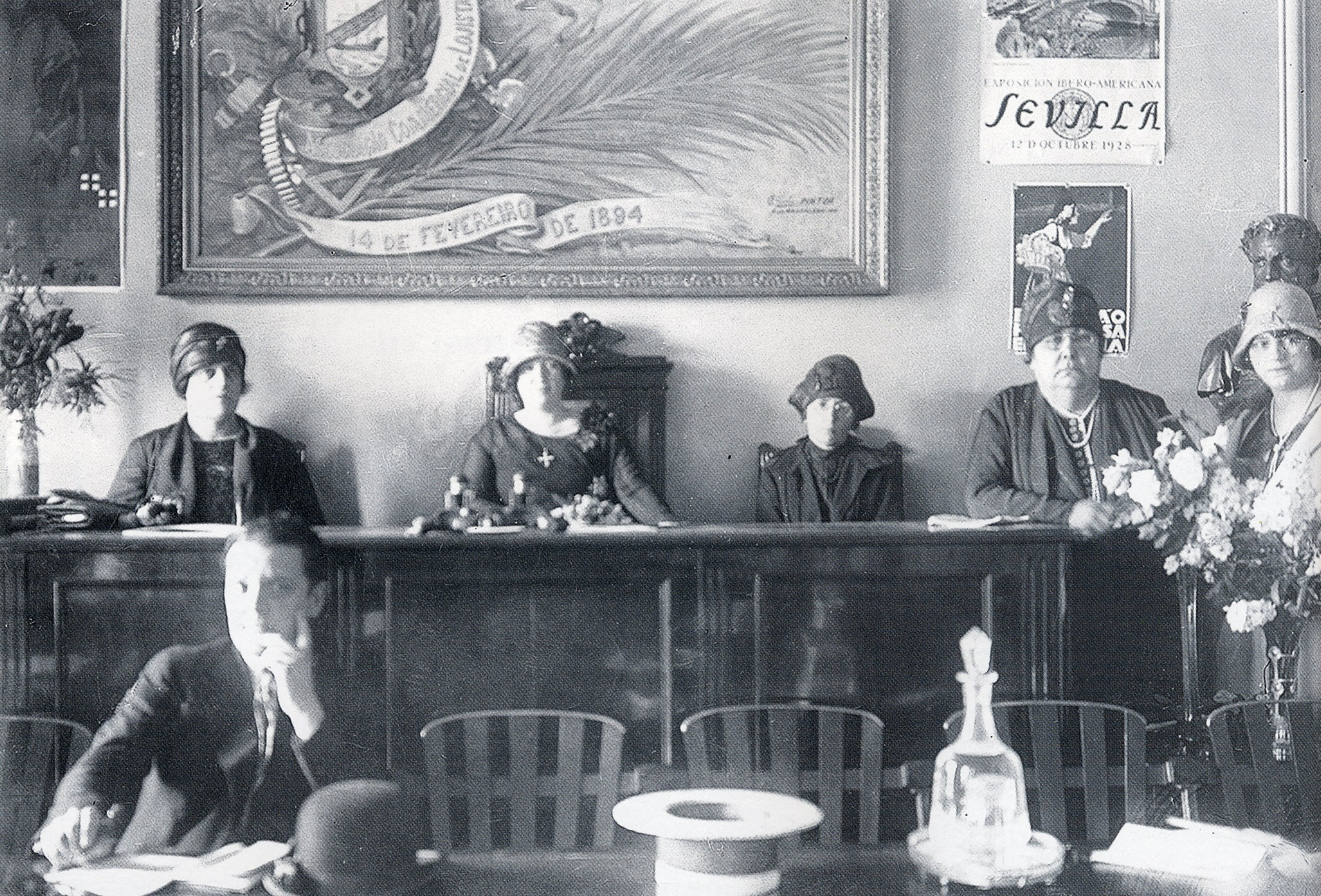
Congresso Feminista e de Educação organizado pelo Conselho Nacional das Mulheres Portuguesas (Lisboa, 1928).

Após a guerra, vivendo-se uma nova era de empoderamento feminino, entre 4 e 9 de maio de 1924 reuniu-se o I Congresso Feminista e de Educação, no Salão Nobre da Associação de Socorros Mútuos dos Empregados do Comércio de Lisboa, organizado pelo Conselho Nacional das Mulheres Portuguesas (CNMP) (1914-1947), fundado por Adelaide Cabete e filiado no International Council of Women (ICW). Considerado o primeiro congresso feminista realizado no país, o evento teve um enorme impacto a nível nacional e internacional. Decorrido durante cinco dias, com bastante afluência do público e uma intensa cobertura noticiosa, o evento apresentou vinte e cinco teses, dezessete da autoria de mulheres, e recebeu o apoio de outras organizações e personalidades feministas, de ambos os sexos, com bastante destaque no meio político e na vida intelectual ou cultural de Portugal. Domingas Lazary do Amaral, angolana, pedagoga, representante da Liga Republicana das Mulheres Portuguesas em Luanda, integrante dos órgãos sociais do CNMP entre 1921 e 1927 e figura-chave na organização do Congresso, apresentou "Educação dos Indígenas nas colónias e suas vantagens". Esta apresentação tornou-a uma pioneira no cruzamento da questão colonial com a luta feminista.
Devido ao sucesso do congresso, em 1928 foi realizado pela mesma organização o II Congresso Feminista e de Educação, onde foram apresentadas doze teses, assinadas por dez mulheres.

#### Estado Novo
Artigo 5.º[...]
§ único -- A igualdade perante a lei envolve o direito de ser provido nos cargos públicos, conforme a capacidade ou serviços prestados, e a negação de qualquer privilégio de nascimento, nobreza, título nobiliárquico, sexo, ou condição social, salvas, quanto à mulher, as diferenças resultantes da sua natureza e do bem da família, e, quanto aos encargos ou vantagens dos cidadãos, as impostas pela diversidade das circunstâncias ou pela natureza das coisas.

Durante a década de 1930, o regime ditatorial do Estado Novo não ignorou a importância da mulher como um elemento chave na formação ideológica e de coesão do tecido social. Tirando proveito do conservadorismo da sociedade portuguesa, impregnada de valores religiosos, e liderados por António de Oliveira Salazar, o governo utilizou vários valores ideológicos para combater o que considerava ser as ameaças mais urgentes da sociedade: a industrialização, o comunismo, o republicanismo, o sindicalismo e o feminismo.
Para educar a sociedade neste sentido, foram utilizadas diversas formas de veicular os seus ideais. A formação ideológica e doutrinal feminina concretizou-se através dos organismos de Estado, tais como a Obra das Mães pela Educação Nacional (OMEN), a Mocidade Portuguesa Feminina (MPF) e o Movimento Nacional Feminino (MNF) que atuavam nas organizações basilares da sociedade, educando essencialmente o sexo feminino, segundo a sua doutrina, a melhor desempenhar os papéis tradicionais na família que eram atribuídos ao seu género: os de filhas, esposas e progenitoras. Posteriormente, para além destes conteúdos, a intervenção do Estado passou a abordar a importância da mulher na política, somente no eclodir da guerra colonial, verificando-se desta forma que as organizações do regime e de ação política sofreram alterações de acordo com as políticas do seu período e que, algumas, pela sua incapacidade de adaptação também se extinguiram com ele.

##### Políticas de Repressão Feminista
De acordo com as ideologias do partido do regime, a União Nacional, era visado que o campo de atuação da mulher deveria restringir-se apenas ao lar e à família, considerados o seio de transmissão de valores da tradição, do culto do chefe e do nacionalismo. Sendo implícito que as mães seriam educadas para preparar as gerações do futuro e que a sua posição era o sustentáculo da ordem social e política do país, esta ideologia foi lentamente sendo implementada e naturalizada, não como algo sexista ou discriminatório, mas antes como um privilégio, através do qual «as sem poder reproduzem o poder do estado».
Incentivo à Natalidade e Exclusão do Trabalho Feminino
Para reforçar as suas políticas, o fator biológico tornou-se também num elemento chave de serviço à nação, sendo implementado na legislação o incentivo à natalidade bem como a exclusão do trabalho feminino, algo que havia sido lentamente conquistado ao longo de mais de cem anos pelos homens e mulheres feministas.
| “                             | … o trabalho da mulher fora de casa desagrega este, separa os membros da família, torna-os um pouco estranhos uns aos outros. Desaparece a vida em comum, sofre a obra educativa das crianças, diminui o número destas; e com o mau ou impossível funcionamento da economia domestica, no arranque da casa, no preparo da alimentação, no vestuário, verifica-se uma perda importante, raro materialmente recompensado pelo salário recebido. | ” |
| — António de Oliveira Salazar | |   |

Com a institucionalização do Estado Novo, criou-se o Estatuto do Trabalho Nacional para regular as situações de trabalho, e em particular, o trabalho feminino de acordo com as «disposições especiais conforme as exigências da moral, da defesa física, da maternidade, da vida doméstica, da educação e do bem social». Neste sentido, Salazar lançou o slogan «A mulher para o lar», inserido na filosofia «Deus, Pátria e Família», com o objetivo de afastar as mulheres portuguesas do feminismo, reforçando uma vez mais o ideal de que a mulher que se dedica inteiramente ao marido, aos filhos e ao lar, gera «dignos filhos da pátria», e posteriormente educa-os segundo a religião católica e os valores do estado, «Educar é dar a Deus bons cristãos, à sociedade cidadãos úteis, à família filhos ternos e pais exemplares». Neste seguimento, tal como noutros países da Europa, iniciou-se uma campanha de incentivo à natalidade, bem como outras campanhas que incentivavam o casamento através de novas tradições como as «Noivas de Santo António».

O emprego feminino predominava até então no sector industrial e, apesar de em menor número, também em outras intervenções profissionais. Assim, e desta forma, o Estado Novo tentava, dentro dos seus limites de ação, dificultar a conquista da independência ou autonomia por parte das mulheres. Convictos que as mulheres trabalhadoras poderiam fazer frente às políticas de Estado, em 1933 foi legislada a proibição de acesso das mulheres à carreira diplomática, magistratura judicial, chefia na administração local e aos postos de trabalho no Ministério e das Obras Públicas e Comunicações. Para além da restrição a certas profissões, as mulheres passaram a estar também limitadas no exercício de outras, tendo que proceder a vários passos burocráticos e cumprir vários requisitos de "índole moral". As professoras primárias tinham de pedir autorização ao Ministério da Educação Nacional (MEN) para se casarem, enquanto outras profissionais estavam proibidas de contrair matrimónio ou serem mães solteiras, sendo forçadas a deixar o emprego caso não cumprissem com as novas normas, como as telefonistas da Anglo-Portuguese Telephone, as secretárias do Ministério dos Negócios Estrangeiros, as hospedeiras da TAP ou as enfermeiras dos Hospitais Civis. Passando a existir a necessidade de se obter o aval dos maridos para aquelas que desejavam ter uma profissão acessível ao seu género ou ainda, no caso das que se viam obrigadas a trabalhar por necessidade, sendo em muitos casos o único sustento da família, ao estarem proibidas de exercer determinadas profissões, inevitavelmente, para sobreviver, enfrentavam situações onde eram exploradas, recebendo cerca de 2/3 do salário de um homem que cumpria as mesmas funções. Reforçado pela constituição portuguesa de 1933, que apenas garantia a igualdade perante as leis «salvo no que se relaciona com o sexo, considerando a diferença de natureza da mulher e o bem da família», esta visão social não era ideal para as mulheres e homens portugueses, gerando contestação em vários debates parlamentares.
| “                                                                   | O prémio que as enfermeiras casadas recebem por cometerem a “vitória” de virem a ter filhos, é o abono de família de cem por cento de prejuízo. (...) As solteiras, viúvas sem filhos ou divorciadas (…) que cometerem também a "vilania" de se casarem, sofrerão igual castigo por essa falta de seriedade. No entanto, se os filhos forem nados mortos, parece-me que podem continuar, mas se nascerem sãos e salvos, têm de ir para a rua! Isto representa uma verdadeira monstruosidade (...) Ao verificarmos que os indivíduos investidos nas funções de dirigentes não têm em devida atenção os mais altos princípios da Revolução Nacional, justo é que se lhes aplique como prémio aquela disposição que destinavam às enfermeiras casadas que viessem a ter filhos, ou solteiras e viúvas que resolverem casar: a cessação das suas funções. | ” |
| — Albano de Magalhães (Sessão Parlamentar de 11 de janeiro de 1945) | |   |

Somente em 1967, proclamou-se a igualdade entre homens e mulheres no trabalho, passando a mulher a não precisar da autorização do marido para exercer atividades públicas nem de dispor de propriedade intelectual. Apesar de legislado, esta medida não se formalizou na prática, existindo ainda diferenças salariais e de direitos laborais entre géneros.
Educação: «oficina das almas femininas»
Compreendendo o valor da aculturação, a ditadura apostou durante décadas na edificação de escolas com bases nacionalistas, onde era estipulado que na escola primária dever-se-ia adquirir o «saber mínimo», considerado então o indicado para as «classes humildes», enquanto a formação superior destinava-se exclusivamente para os «futuros dirigentes». Desta forma, o Estado Novo criou um veículo de transmissão de conhecimento, com o intuito de se estabelecer uma eficaz forma de moldar os portugueses do futuro sob a visão idealista do regime. O processo de idealização era investido em todo o ensino, tendo como valores supremos o nacionalismo, a religião, a moralização, o culto ao chefe, a obediência aos superiores, a imobilidade social, o espírito corporativo e a diferenciação dos papéis de género. Um óbvio exemplo da sua doutrinação era ilustrado no livro da primeira classe, único durante décadas, que enunciava a "ordem natural" ou de divisão sexual do seu ideário, através da sua iconografia, apresentando gravuras de meninas a realizar lides domésticas, sempre no interior das suas casas, enquanto os meninos eram representados a trabalhar em vários ofícios laborais.
Guiados pela ideia de que as mulheres deveriam ter uma orientação específica, devendo ser ensinadas apenas por professoras, em 1927, criou-se um regime de separação dos sexos, passando a ser implementada a disciplina de economia doméstica no ensino feminino, que incluía no seu programa vários ofícios como «cozer, bordar, cozinhar, fazer barrela, olhar pelo asseio da casa, talhar e conservar as peças de vestuário da família e (…) o valor da higiene», ou ainda outras diretrizes sobre como criar «um ambiente de conforto, ordem, tranquilidade e bem estar» no seu lar, para além da disciplina de trabalhos manuais, que uma vez mais ensinava lides domésticas.
Baseando-se no ideário da hierarquia social e tentando controlá-lo, foram realizadas várias alterações no ensino primário, prejudicando assim as classes menos abastadas e, com bastante severidade, as estudantes do sexo feminino, tais como a revisão dos programas «aligeirando-os» (1927) ou a redução do ensino obrigatório de quatro anos para rapazes e de três anos para raparigas (decreto n.º 40964, de 31 de dezembro de 1936).

##### Direito ao voto
Dirigindo-se às mulheres em tempo de pressão, António de Oliveira Salazar conhecia os valores que haviam sido enraizados nas mulheres crentes e mais instrumentalizadas pelo conservadorismo, sem formação e desconhecendo os seus direitos e deveres, tornando-se mais susceptíveis à submissão. 
| “                                 | Analisando o diploma vê-se que votam absolutamente todos, com excepção dos mendigos, dos dementes, dos criminosos, dos interditos, dos falidos e das mulheres (…) A situação é esta: um homem celibatário e analfabeto, que da exploração dos caixotes de lixo proveja aos seus próprios encargos, é considerado apto para intervir nos destinos nacionais; uma doutora (…) que além disso tenha economia própria e ao seu cargo a manutenção da família, não está habilitada para dar a sua opinião! Não me revolta que o trapeiro vote, revolta-me que a doutora não vote. | ” |
| — crónica no jornal Rebate (1924) | |   |

Como tal, a 5 de maio de 1931, foi publicado o decreto que possibilitava às mulheres da elite, chefes de famílias e casadas com marido ausente nas colónias ou no estrangeiro, poderem exercer cargos nas juntas de freguesia, e às solteiras, viúvas, divorciadas, e separadas judicialmente, com diploma de ensino secundário ou superior, o poder de voto nas eleições administrativas superiores e legislativas. Legalmente o voto para as mulheres tornou-se então possível em Portugal, tal como as sufragistas desejavam desde o início do século, no entanto devido às suas muitas restrições, o decreto-lei excluía a grande maioria das mulheres no país. Dois anos depois, foi reconhecido o direito de voto para as eleições das juntas de freguesia às mulheres solteiras, maiores e emancipadas, com família própria e reconhecida idoneidade moral, e para as câmaras municipais, as emancipadas com curso secundário ou superior.
Em 1934, a lei eleitoral reconheceu o direito ao voto e a elegibilidade para a Assembleia Nacional e para a Câmara Corporativa para as mulheres com mais de 21 anos, solteiras, com rendimento ou que trabalhassem, ou casadas e chefes de família com diploma secundário ou através de um pagamento de contribuição predial. Com estas limitações, ficavam ainda excluídas muitas mulheres da mesa de voto. Nesse ano, surgiram três candidatas à Assembleia Nacional e uma candidata à Câmara Corporativa: a advogada Maria Cândida Pereira, a médica Domitila de Carvalho, e a reitora de liceu Maria Baptista Guardiola. Todas compartiam características como a crença no celibato, a fidelidade ao regime, o catolicismo devoto e formação académica superior.

##### Perseguição e resistência feminista
Devido às politicas do regime, apesar da repressão e censura política, surgiram ainda assim algumas revoltas espontâneas ou movimentos de luta organizada pela emancipação da mulher, tornando-se o feminismo numa constante obsessão e preocupação do Estado Novo.
| “                               | … há, hoje em dia, determinadas excepções femininas que querem à viva força transformar o belo sexo no feio sexo, à custa de todas as emancipações possíveis e imaginárias. Estamos a ver, repito, o olhar feroz e iracundo da sufragista, essa aberração feminina a gritar a necessidade de a mulher se emancipar pelo assalto a determinadas profissões que, pela sua brutalidade e energia, têm sido e muito justamente, exclusivas do homem. Não, não a queirais fazer da mulher um ser mecânico e insensível» e prossegue «Sim, meninas, que me estais a escutar, só há para vós uma emancipação digna e legítima: o casamento. Fora disso só existem atitudes equívocas e pouco dignificantes»; «ela só tem o louvável e bondoso interesse de agradar totalmente ao homem». | ” |
| — Fernando Castro Pires de Lima | |   |

Neste seguimento, durante os anos 40, as organizações feministas, como o Conselho Nacional das Mulheres Portuguesas, foram obrigadas a encerrar as suas atividades pelo Estado Novo. As suas militantes sufragistas e feministas foram fortemente perseguidas pela sua ideologia política e consequentemente presas pela Polícia de Vigilância e Defesa do Estado e a Polícia Internacional e de Defesa do Estado na cadeia das Mónicas ou na prisão de Caxias, entre outras prisões, proibidas de exercer as suas profissões ou ainda obrigadas a viver no exílio, como foi o caso de Maria Lamas, autora de As Mulheres do Meu País (1948-1950), onde expunha a condição da mulher portuguesa nos anos 40, Cesina Bermudes, Deolinda Lopes Vieira, Maria Archer, Maria Palmira Tito de Morais, Maria Isabel Aboim Inglês ou Maria dos Santos Machado, entre muitas outras.

Cartaz «Sem eleições livres não votes» do Movimento de Unidade Democrática (1945).

Não desistindo de lutar pelos seus direitos, as feministas portuguesas recorreram nos anos seguintes a outras organizações ou associações que continuavam a desenvolver o seu papel de reivindicação de direitos, como a Associação Feminina Portuguesa Para a Paz (AFPP), que foi dissolvida pelo Estado Novo em 1952, o Movimento de Unidade Democrática (MUD), que foi ilegalizado em 1948, o Movimento Democrático de Mulheres (MDM), que surgiu com as Comissões Eleitorais de Mulheres de 1968, ou ainda através de alguns movimentos clandestinos, como o Movimento de Unidade Nacional Antifascista (MUNAF) ou outros apoiados e suportados pela militância também proibida e clandestina do Partido Comunista Português. Participaram ainda nas comissões de apoio às candidaturas do general Norton de Matos, em 1948, e do general Humberto Delgado, em 1958, à Presidência da República, em prol da democratização.
Em 1972, as escritoras portuguesas Maria Isabel Barreno, Maria Teresa Horta e Maria Velho da Costa, referidas também como "As Três Marias" e então futuras fundadoras do Movimento de Libertação das Mulheres, publicaram a obra Novas Cartas Portuguesas, que revelou ao mundo a existência de situações discriminatórias agudas no país, relacionadas com a repressão ditatorial, o poder do patriarcado católico e a condição da mulher. A obra foi proibida pela censura e as autoras acusadas do crime de ofensas à moral. O processo foi suspenso e as autoras absolvidas somente após o 25 de Abril de 1974.

#### Pós-Revolução de 1974
Artigo 13.º
(Princípio da igualdade)
[...] 2 -- Ninguém pode ser privilegiado, beneficiado, prejudicado, privado de qualquer direito ou isento de qualquer dever em razão de ascendência, sexo, raça, língua, território de origem, religião, convicções políticas ou ideológicas, instrução, situação económica ou condição social.
Artigo 54.º
(Obrigações do Estado quanto aos direitos dos trabalhadores)
Incumbe ao Estado assegurar as condições de trabalho, retribuição e repouso a que os trabalhadores têm direito, nomeadamente: [...]
c) A especial protecção do trabalho das mulheres durante a gravidez e após o parto, bem como do trabalho dos menores, dos diminuídos e dos que desempenhem actividades particularmente violentas ou em condições insalubres, tóxicas ou perigosas; [...]
Artigo 68.º
(Maternidade)
1. O Estado reconhece a maternidade como valor social eminente, protegendo a mãe nas exigências específicas da sua insubstituível acção quanto à educação dos filhos e garantido a sua realização profissional e a sua participação na vida cívica do país.
2. As mulheres trabalhadoras têm direito a um período de dispensa do trabalho, antes e depois do parto, sem perda da retribuição e de quaisquer regalias.

1. ↑  Na revisão de 1997, foi adicionado ao art. 9.º a al. h), que prevê hoje a tarefa fundamental do Estado de "Promover a igualdade entre homens e mulheres". Também no antigo artigo 112.º, atual 109.º, que dizia apenas "A participação directa e activa dos cidadãos na vida política constitui condição e instrumento fundamental de consolidação do sistema democrático", a expressão "dos cidadãos" foi substituído por "de homens e mulheres", acrescentando-se no final "devendo a lei promover a igualdade no exercício dos direitos cívicos e políticos e a não discriminação em função do sexo no acesso a cargos políticos".
2. ↑  Na versão atual do artigo lê-se no final: "(...) situação económica, condição social ou orientação sexual".
3. ↑  Atualmente, a mesma redação consta do art. 59.º, n.º 2, al. b), da Constituição.
4. ↑  Todo o artigo foi reescrito entretanto para estender, por exemplo, as mesmas garantias e direitos aos pais.

Após a Revolução dos Cravos, que causou o fim da ditadura em Portugal, a consagração de direitos sociais, económicos e políticos gerou uma profunda alteração sistémica na sociedade portuguesa, tendo sido abolidas ainda durante o processo revolucionário todas as restrições baseadas no sexo, permitindo o acesso das carreiras profissionais antes vedadas a todas as mulheres e o direito ao voto universal, assim como direitos civis, legais e laborais, como a licença de maternidade, a fixação do salário mínimo nacional ou ainda a abolição do direito de o marido abrir a correspondência da mulher, entre outros.
O Código Civil foi alterado para consagrar a igualdade efetiva entre homens e mulheres.

### Século XXI

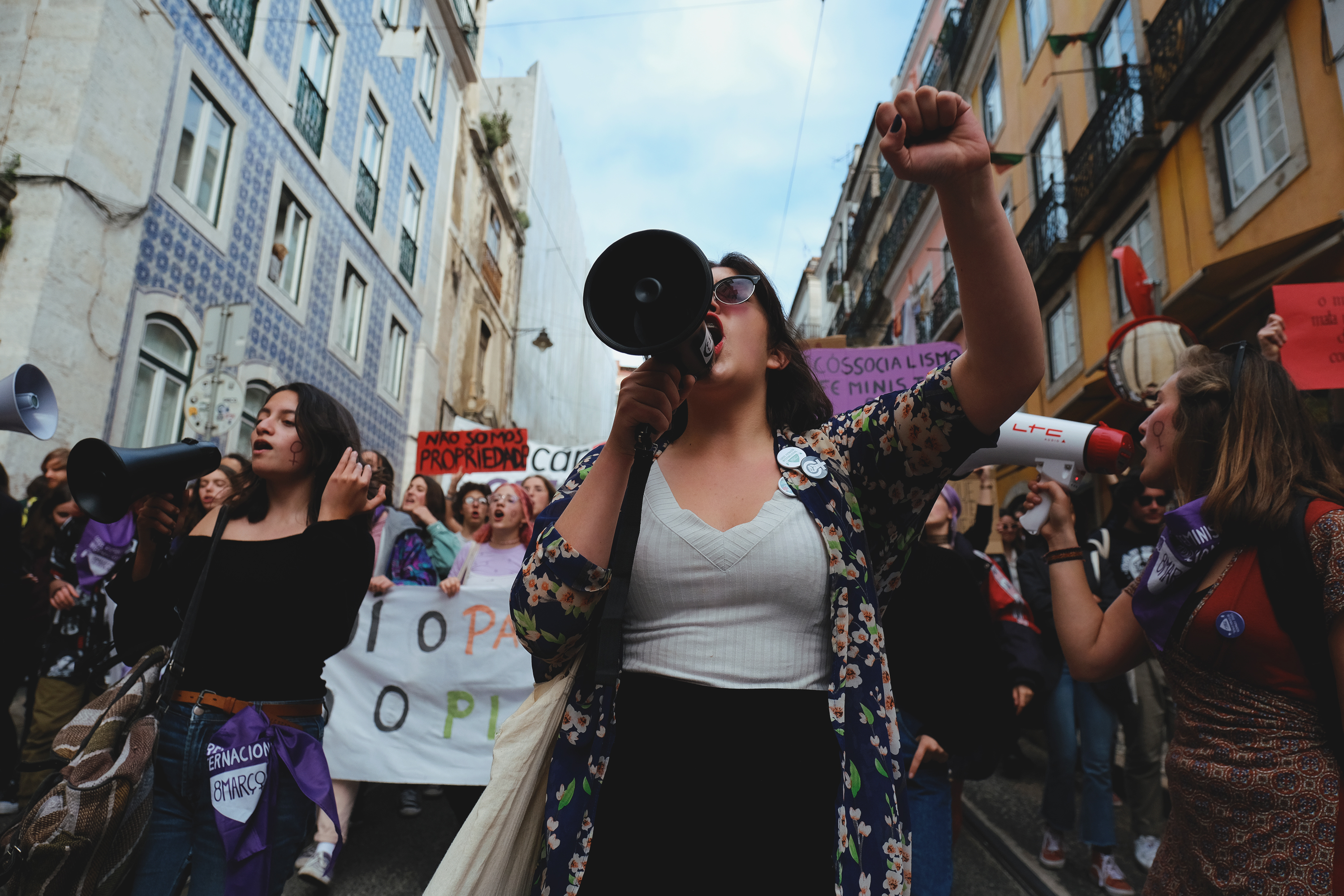
Marcha da Greve Feminista (Lisboa, 2020)

De 4 a 6 de maio de 2004 várias feministas, académicas, ativistas e investigadoras portuguesas de diversos sectores reuniram-se para comemorar o 80º aniversário do primeiro congresso do movimento feminista no país, organizado pelo extinto Conselho Nacional das Mulheres Portuguesas. Na ocasião discutiram-se questões como o aborto voluntário (então ainda ilegal), a sexualidade e o direito ao próprio corpo, a desigualdade entre homens e mulheres em sectores como o do trabalho e outros temas. O congresso decorreu na Fundação Calouste Gulbenkian em Lisboa e durante os três dias da comemoração foram homenageadas várias mulheres para a obtenção dos direitos das mulheres, como Adelaide Cabete, Maria Veleda, Elina Guimarães, Maria Lamas, Maria Teresa Horta, Maria Isabel Barreno e Maria Velho da Costa.
Em 2014, o movimento feminista ganhou um novo folgo em Portugal, através da criação da plataforma Maria Capaz, que contou com a participação de dezenas de figuras públicas nacionais. Alterando mais tarde o seu nome para Capazes, a associação foi fundada pelas apresentadoras de televisão Iva Domingues e Rita Ferro Rodrigues, assumindo-se como uma associação abertamente de luta pelos direitos das mulheres.